# Green River (альбом)
Это статья об альбоме группы Creedence Clearwater Revival. Об одноимённой американской гранж-группе см. Green River.
Green River — третий студийный альбом американской рок-группы Creedence Clearwater Revival, записанный в студии Уолли Хайдера и выпущенный лейблом Fantasy Records в 1969 году. Музыкальным продюсером выступил Джон Фогерти, при участии владельца Fantasy Records Сола Зэнца. Второй из трёх студийных альбомов CCR выпущенных в течение 1969 года.
Диск поднялся на вершину списка Billboard Top LP’s, где продержался 4 недели, а в общей сложности провёл в национальном рейтинге США более полутора лет — 88 недель. В дальнейшем пластинка стала мультиплатиновой. В британском хит-параде она смогла подняться на 20-ю позицию.
В 2003 году он вошёл на #95 в списке «500 лучших альбомов всех времён» журнала Rolling Stone.

## Об альбоме
Образность композиции «Bad Moon Rising» была заимствована Джоном Фогерти (по его собственным воспоминаниям) из сюжета фильма «Дьявол и Даниэл Вебстер»:
Главный герой заключает сделку с дьяволом: налетает ураган, сносит дома, губит посевы… а на поле Вебстрера пшеница стоит высотой в человеческий рост, нетронутая! Помню, этот сюжетный ход потряс меня до глубины души. Долго я ходил сам не свой. Но песня была, конечно, не о Дьяволе и не о сделках с ним, а об Апокалипсисе, который нас всех ожидает. Двойственность стала заметна мне только после того, как ребята уже разучили партии. Бушует ураган, хлещет ливень, и вдруг — I see a bad Moon rising!… Мелодия получилась не слишком печальная. Странно, но в тот момент меня это почему-то совсем не расстроило.Джон Фогерти, интервью Rolling Stone, 1994
«Green River» — название лимонада; символ восторженных детских воспоминаний Джона Фогерти о городке Уинтерс в Калифорнии, куда родители ежегодно (до десятилетнего возраста) брали его на отдых. «Lodi» — песня о городе Лоди (в 75 милях от Эль-Серрито, где родился Фогерти), который он по каким-то своим причинам ненавидел. По словам автора, она символизировала для него «всё худшее в прошлом и нежелание возвращаться к когда-то пройденному».

## Список композиций
Слова и музыка всех песен — написаны Джоном Фогерти, если не указано иное.
| №  | Название                    | Длительность |
| -- | --------------------------- | ------------ |
| 1. | «Green River»               | 2:31         |
| 2. | «Commotion»                 | 2:37         |
| 3. | «Tombstone Shadow»          | 3:36         |
| 4. | «Wrote a Song for Everyone» | 4:55         |

| №  | Название                           | Автор(ы)                                        | Длительность |
| -- | ---------------------------------- | ----------------------------------------------- | ------------ |
| 1. | «Bad Moon Rising»                  |                                                 | 2:17         |
| 2. | «Lodi»                             |                                                 | 3:08         |
| 3. | «Cross-Tie Walker»                 |                                                 | 3:17         |
| 4. | «Sinister Purpose»                 |                                                 | 3:19         |
| 5. | «The Night Time Is the Right Time» | Наполеон «Наппи» Браун, Оззи Кадена, Лью Херман | 3:07         |

| №   | Название                                             | Длительность |
| --- | ---------------------------------------------------- | ------------ |
| 10. | «Broken Spoke Shuffle»                               | 2:39         |
| 11. | «Glory Be»                                           | 2:49         |
| 12. | «Bad Moon Rising» (Live in Berlin, 9/16/71)          | 2:08         |
| 13. | «Green River / Susie Q» (Live in Stockholm, 9/21/71) | 4:28         |
| 14. | «Lodi» (Live in Hamburg, 9/17/71)                    | 3:20         |

## Состав участников
Список составлен в соответствии с информацией базы данных Discogs.

| Creedence Clearwater Revival: - Джон Фогерти — вокал, соло-гитара, гармоника - Том Фогерти — ритм-гитара, вокал - Стю Кук — бас-гитара - Дуг Клиффорд — ударные | Технический персонал: - Джон Фогерти — продюсер - Сол Зэнц — продюсер - Расс Гэри — звукоинженер - Тамаки Бек — мастеринг - Кевин Грей — мастеринг - Басул Парик — фотограф |

## Позиции в хит-парадах и сертификации
| Год появления в чарте | Хит-парад                                        | Высшая позиция | Пребывание в чарте |
| --------------------- | ------------------------------------------------ | -------------- | ------------------ |
| 1969—1970             | Великобритания (UK Albums Chart)                 | 20             | 6 недель           |
| 1969—1970             | Италия (Musica e dischi)                         | 16             | 2 недели           |
| 1969—1970             | Канада (RPM Albums Chart)                        | 2              | 27 недель          |
| 1969—1970             | Нидерланды (Hilversum 3 LP Top 10)               | 20             | 2 недели           |
| 1969—1970             | Норвегия (VG-lista)                              | 5              | 24 недели          |
| 1969—1970             | США (Billboard Best Selling Rhythm & Blues LP’s) | 26             | 20 недель          |
| 1969—1970             | США (Billboard Top LP’s)                         | 1              | 88 недель          |
| 1969—1970             | Финляндия (Suomen virallinen lista)              | 11             | 17 недель          |
| 1969—1970             | ФРГ (Offizielle Top 100)                         | 11             | 4 недели           |
| 1969—1970             | Япония (Oricon)                                  | 46             | нет данных         |

| Хит-парад (1970)         | Позиция |
| ------------------------ | ------- |
| Италия (FIMI)            | 45      |
| США (Billboard Top LP’s) | 29      |

| Регион                                                      | Сертификация  | Продажи    |
| ----------------------------------------------------------- | ------------- | ---------- |
| США (RIAA)                                                  | 3× Платиновый | 3 000 000^ |
| ^ Данные о тиражах приведены только на основе сертификации. |               |            |